# کشتار سرخ‌پوستان
کشتار سرخ‌پوستان کشتار پردامنه و طولانی‌مدتی بود که به دنبال کشف  قاره آمریکا توسط دریانوردان اسپانیایی در قرن شانزدهم آغاز شد. این کشتارها عمدتاً توسط کشورهای استعمارگر اروپایی خصوصاً اسپانیا، پرتغال، فرانسه و انگلستان به منظور سلطه بر مناطق مختلف قاره آمریکا و با هدف دستیابی اموال و املاک سرخ‌پوستان صورت می‌گرفت. بعدها و به خصوص در نیمه دوم قرن نوزدهم، آمریکاییان با کوچ دادن اجباری و جنگ‌هایی که به دنبال آن صورت می‌گرفت نقش پررنگی در کشتار سرخ‌پوستان آمریکای شمالی ایفا نمودند. به گزارش مستندات تاریخ این جنگ نزدیک به ۲۰- میلیون نفر کشته برجای گذاشته که بزرگ‌ترین نسل کشی
تاریخ بشریت بوده‌است.

## دیدگاه‌ها
اندرو جکسون هفتمین رئیس‌جمهور آمریکا دربارهٔ این کشتارها گفت:
 این اقدامات باعث می‌شود که وحشیان سرخ‌پوست آداب و رفتار غیر متمدنانه خود را کنار گذاشته و به یک جامعه جالب، متمدن و مسیحی تبدیل شوند.